# Metopius iyoensis
Metopius iyoensis är en stekelart som beskrevs av Tohru Uchida 1930. Metopius iyoensis ingår i släktet Metopius och familjen brokparasitsteklar. Inga underarter finns listade i Catalogue of Life.